# Hybridanleihe
Eine Hybridanleihe (engl. hybrid) ist eine eigenkapitalähnliche, nachrangige Unternehmensanleihe mit sehr langer Laufzeit oder ohne Laufzeitbegrenzung. Die Kündigung durch den Emittenten ab einem vorher festgelegten Termin ist möglich. Außerdem können die vereinbarten Kuponzahlungen unter bestimmten Bedingungen ausgesetzt bzw. verschoben werden.